# Elizabeth Wellesley, Duquesa de Wellington
Elizabeth Wellesley (nascida Elizabeth Hay; Yester, 27 de setembro de 1820 — Bearhill Park, 13 de agosto de 1904) foi uma nobre escocesa. Ela foi duquesa de Wellington e condessa de Mornington pelo seu casamento com Arthur Wellesley, 2.º Duque de Wellington.

## Família
Elizabeth foi a quinta filha e criança nascida do escocês George Hay, 8.° Marquês de Tweeddale, Marechal de Campo, e de Susan Montagu. Os seus avós paternos eram George Hay, 7.° Marquês de Tweeddale e Hannah Charlotte Maitland. Os seus avós maternos eram William Montagu, 5.° Duque de Manchester e Susan Gordon.
Ela teve nove irmãos, entre eles: Susan, esposa de James Broun-Ramsay, 1.° Marquês de Dalhousie; Hannah Charlotte, casada com Simon Watson Taylor; Jane, esposa de Sir Richard Chambre Hayes Taylor; George, conde de Gifford, marido de Helen Selina Sheridan; Arthur Hay, 9.° Marquês de Tweeddale; William Hay, 10.° Marquês de Tweeddale, marido de Candida Louise Bartolucci, etc.

## Biografia
Aos dezoito anos, Elizabeth casou-se com Arthur Weslleley, então marquês de Duoro, no dia 18 de abril de 1839, na Igreja de São Jorge, em Londres. Ele era filho de Arthur Wellesley, 1.º Duque de Wellington, primeiro-ministro do Reino Unidos e de Catherine Pakenham.
Em 14 de setembro de 1852, a marquesa tornou-se duquesa de Wellington após a sucessão do marido ao título de seu pai. De 1843 a 1858, ela ocupou a posição de Mistress of the Robes Vitória do Reino Unido.
Em 1863, Elizabeth tornou-se condessa de Mornington após a morte do primo de seu marido. Também foi Mistress of the Robes para a rainha Vitória de 1861 a 1868, apontada por Henry Temple, 3.º Visconde Palmerston, e novamente em 1874 até 1880.
O casal não teve filhos. O duque faleceu no dia 13 de agosto de 1884. 
A duquesa viúva viveu por mais exatos vinte anos, falecendo em 13 de agosto de 1904, em Bearhill Park, em Surrey. Ela foi enterrada em Stratfield Saye House, em Hampshire, mesmo local de enterro do marido.

## Honrarias
- 1892 – Dama da Real Ordem de Vitória e Alberto (3.° classe)